# Oktoberfest Windhoek
L'Oktoberfest di Windhoek (in namibiano Ktubarfata Windhuk), è l'equivalente namibiano dell'omonima ma più celebre festa tradizionale tedesca.
La festività fu importata nel territorio a seguito dell'occupazione coloniale da parte della Germania nel 1885. In un primo momento sentita solo dai coloni provenienti dall'Europa, l'Oktoberfest divenne presto diffusa anche tra la popolazione locale, entrando a tutti gli effetti nella lista delle tradizioni namibiane.